# Bassussarry
Bassussarry è un comune francese di 2 517 abitanti situato nel dipartimento dei Pirenei Atlantici nella regione della Nuova Aquitania. Il suo territorio è bagnato dal fiume Nive.
I comuni più vicini sono: Arcangues (1,3 km), Arbonne (3,6 km), Anglet (4,2 km), Biarritz (5,3 km), Saint-Pierre-d'Irube (5,4 km), Bayonne (5,8 km), Ahetze (6,6 km).

## Società

### Evoluzione demografica
Abitanti censiti